# San Simplicio (Olbia)

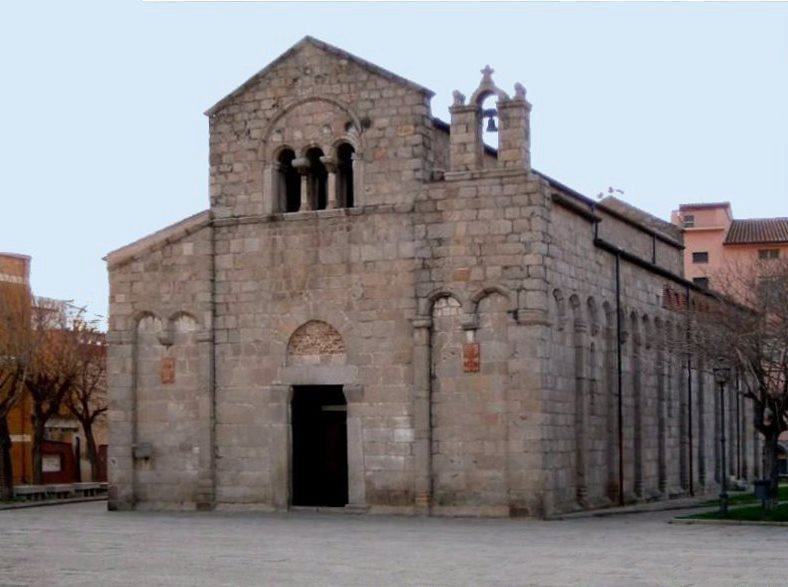
Fassade von San Simplicio

San Simplicio ist eine romanische Basilika in Olbia auf Sardinien (Italien). Den Titel einer Basilica minor trägt sie seit 1993. Der namengebende Heilige der ehemaligen Kathedrale ist der älteste überlieferte Bischof der Insel, der Schutzpatron der Stadt und einer der fünf Märtyrer der Insel. 

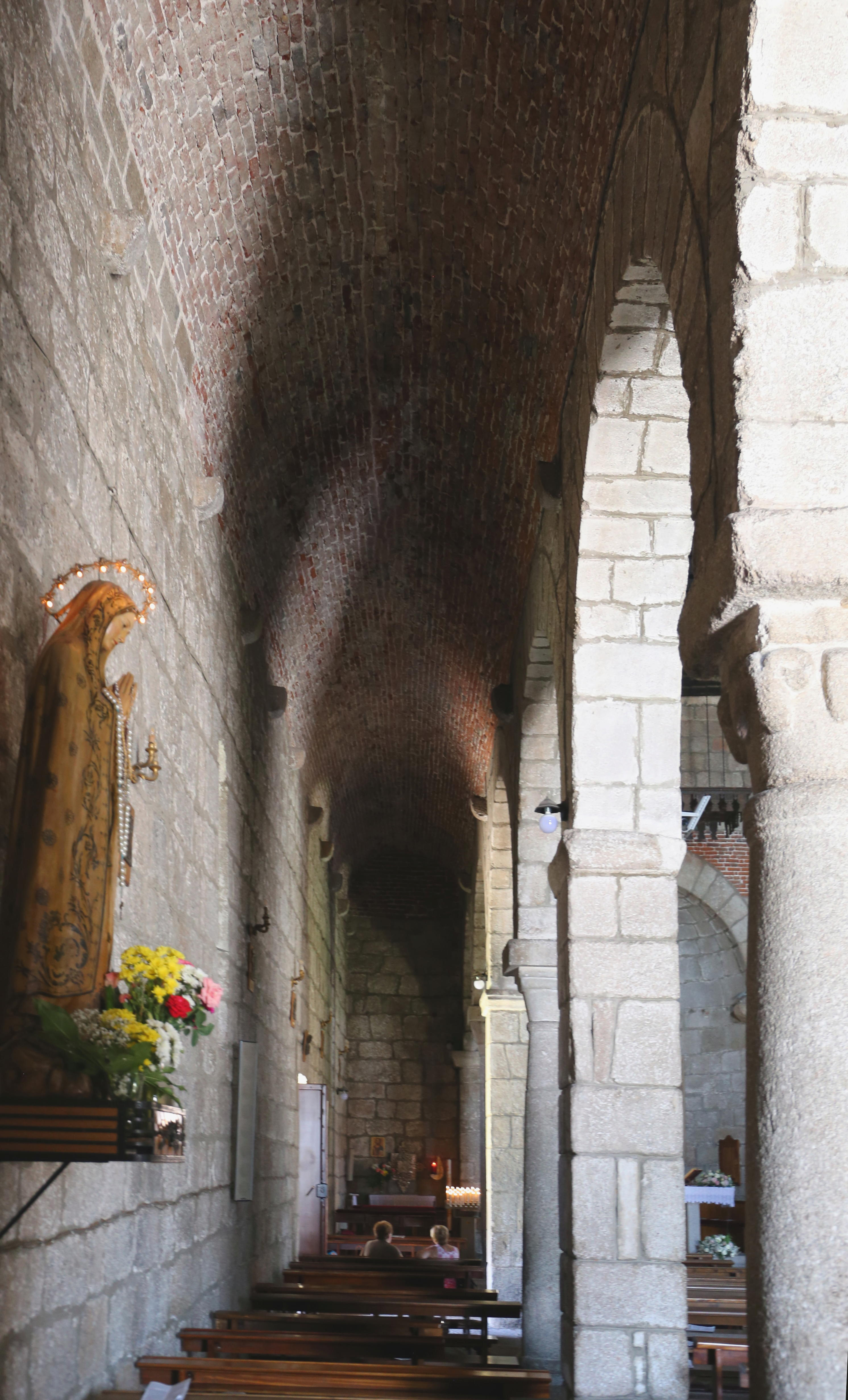
Tonnengewölbe aus Backstein

Ihr Vorgängerbau war eine byzantinische Kirche, die wahrscheinlich zwischen 594 und 611 n. Chr. entstand und in der Nähe eines römischen Tempels lag. Die Kirche ist das größte architektonische Kleinod der Gallura.

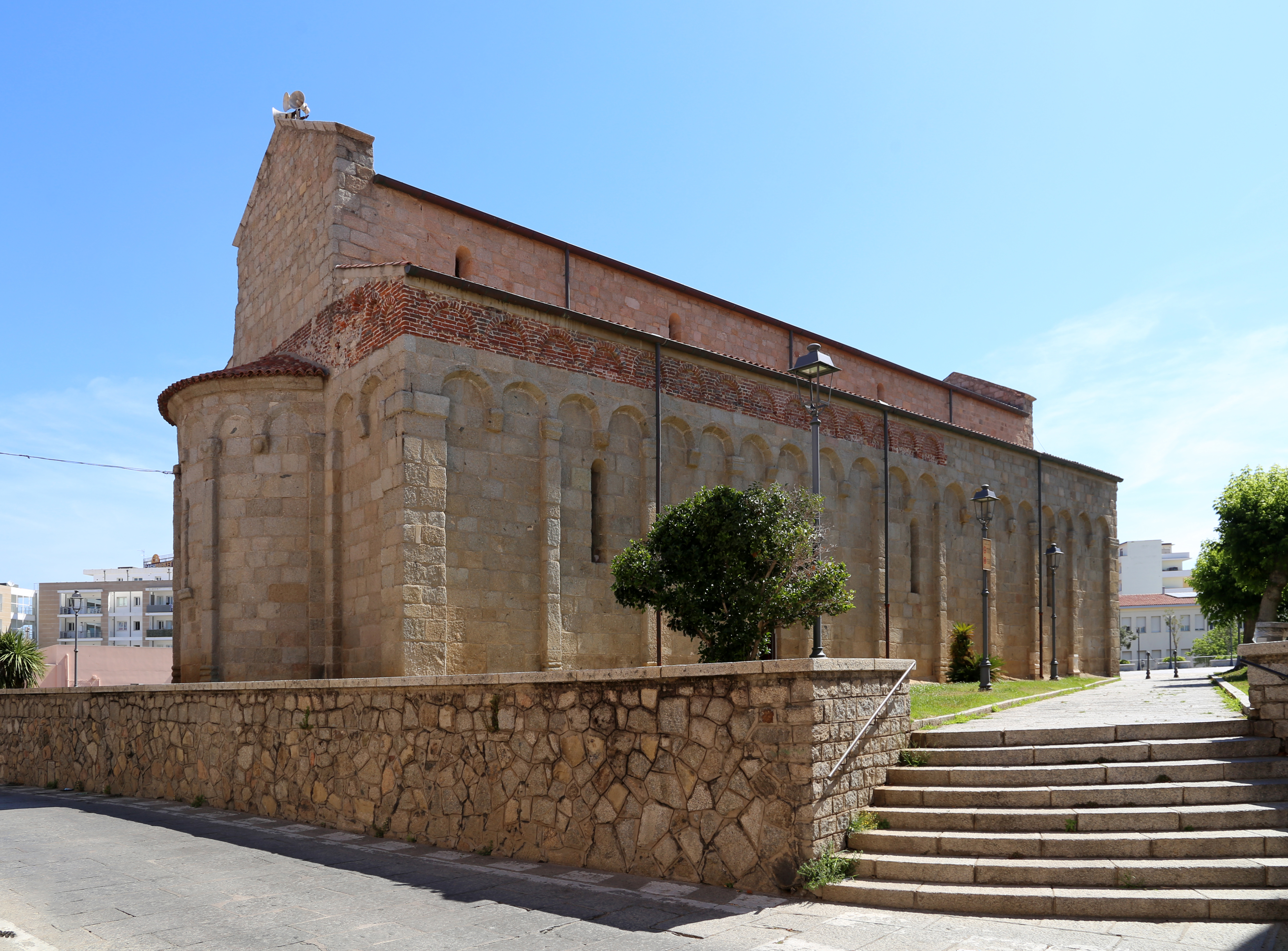
Außenwände in Höhe der Gewölbe aus Backstein

San Simplicio entstand vom späten 11. bis zum mittleren 12. Jahrhundert auf einem Hügel außerhalb der Stadtmauern, der zuvor ein punischer Friedhof war. Im 12. Jahrhundert entstanden das aus gebrannten Ziegeln erstellte Tonnengewölbe der Seitenschiffe, die oberen Teile der Seitenwände die pisanisch-provenzalische Fassade sowie eine Verlängerung des Baus um zwei Bogenstellungen. Die heute innerhalb der Altstadt gelegene Kirche aus graugelbem Granit hat eine deutlich dreigeteilte Fassade. Im mittleren Teil befindet sich das schlichte Portal und ein von Marmorsäulen geteiltes dreibogiges Fenster im orientalischen Stil. Der kleine, im spanischen Stil gehaltene Glockengiebel auf der rechten Seite ist eine Ergänzung aus der spanischen Periode Sardiniens (16. Jahrhundert). Die von einem hohen Giebel überragte, kleine und seltene Westapsis ist ebenso wie die Seitenwände mit Lisenen und pisanischen Blendarkaden verziert. 
Das Innere der dreischiffigen Basilika wird durch Säulen und Pilaster mit lombardischen Granitkapitellen geteilt. An den Wänden sind Meilensteine der alten Römerstraße aufgestellt. In der Mitte der Apsis befinden sich zwei beschädigte Fresken mit der Darstellung des St. Simplicio und des Victor von Fausania, der nach 595 Bischof in Olbia war, das damals noch Fausania hieß. Unter dem Altar wurden im Jahre 1614 beim Bau einer Krypta die Reliquien des Hl. Simplicio entdeckt.